# 김진봉 (1934년)
김진봉(金振鳳, 1934년 5월 13일~)은 대한민국의 경영학자이다.
명지대학교에서 경영학 교수로 재직했으며 제9대 국회의원 선거를 앞두고 통일주체국민회의에서 국회의원으로 선출되면서 제9대 국회의원을 역임하였다. 명지대학교 부총장을 지냈고, 《현대재무관리》 등 재무관리와 재무분석 분야에 저서가 있다.

## 학력
- 한양공과대학교 산업공학과 졸업 (공학사)
- 연세대학교 대학원 졸업 (경영학 석사)
- 중앙대학교 대학원 졸업 (경제학 박사)

## 약력
- 미국 컬럼비아 대학교 교환교수
- 경희대학교 강사
- 명지대학교 교수
- 현대경제일보 논설위원
- 명지대학교 경상대학장, 부총장
- 국무총리 정무비서관
- 1973년 ~ 1979년 : 제9대 국회의원 (유신정우회)
- 국회방중사절단 단장
- 국제의원연맹 총회 대한민국 대표
- 신민주공화당 특임행정위원
- 자유민주연합 특임행정위원

## 역대 선거 결과
| 실시년도 | 선거 | 대수 | 직책     | 선거구           | 정당       | 득표수 | 득표율      | 순위 | 당락 | 비고 |
| -------- | ---- | ---- | -------- | ---------------- | ---------- | ------ | ----------- | ---- | ---- | ---- |
| 1973년   | 총선 | 9대  | 국회의원 | 통일주체국민회의 | 유신정우회 |        | \| \| 0% \| | 지명 |      | 초선 |
|          | 0%   |      |          |                  |            |        |             |      |      |      |